# Лёд V

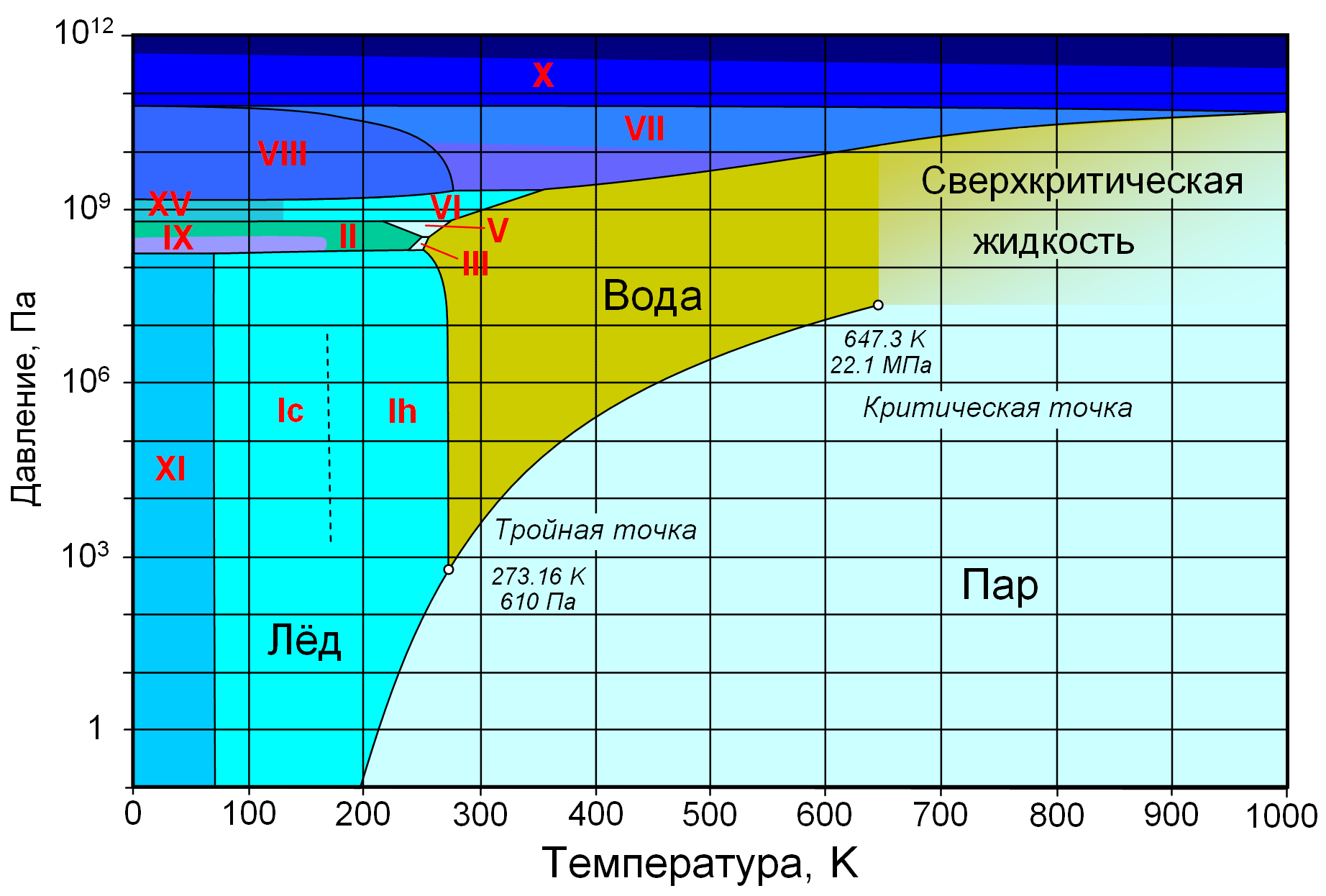
Фазовая диаграмма воды

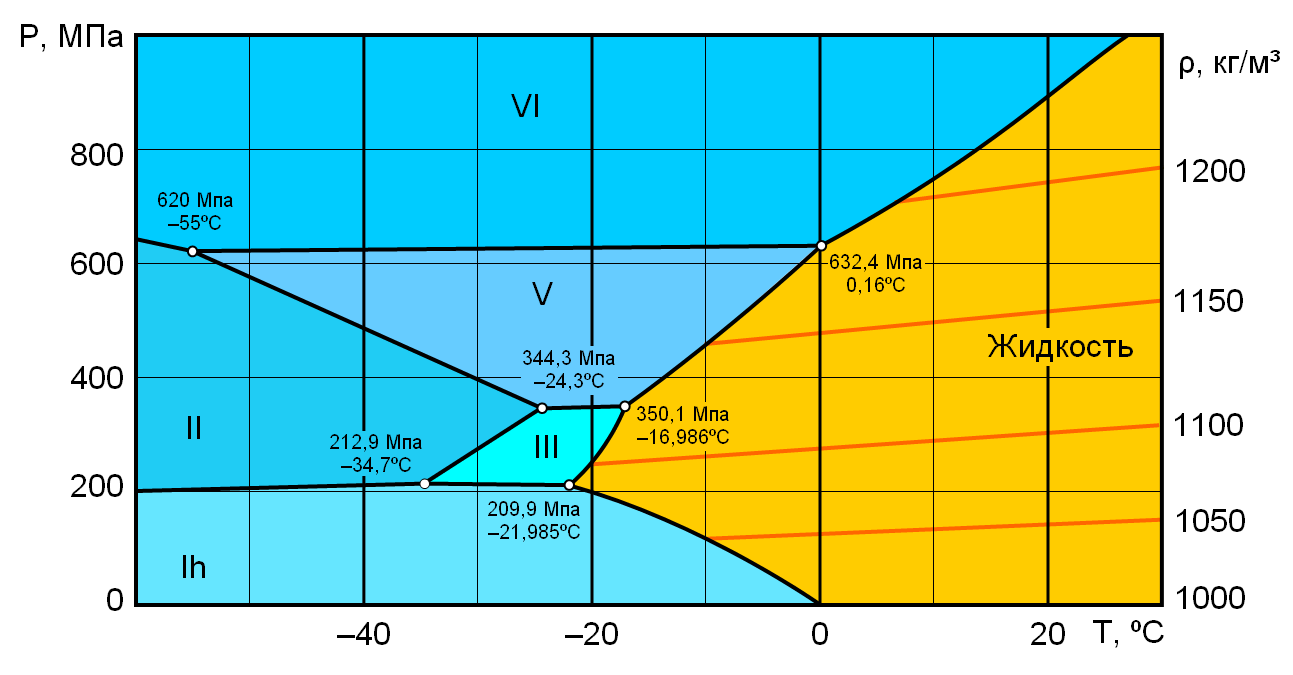
Фрагмент фазовой диаграммы воды

Лёд V — моноклинная кристаллическая разновидность водного льда. Получают при охлаждении воды до −20 °C (253 K) и давлении 500 МПа. Обладает самой сложной структурой по сравнению со всеми другими модификациями. Разновидность льда V с упорядоченным расположением протонов называют льдом XIII. Лёд V тает при 50 °С.
Плотность льда V при 350 MPa  давлении составляет 1,24 г/см³, диэлектрическая проницаемость (статическая) равна 144.
Обычный водный лёд относится по номенклатуре Бриджмена ко льду Ih. В лабораторных условиях (при разных температурах и давлениях) были созданы разные модификации льда: от льда II до льда XIX.